# تیم ملی فوتبال کلمبیا
تیم ملی فوتبال کلمبیا نماینده کشور کلمبیا در مسابقات بین‌المللی و آمریکای جنوبی است که زیر نظر فدراسیون فوتبال کلمبیا فعالیت می‌کند.
اولین بازی رسمی این تیم در ۱۰ فوریه ۱۹۳۸ میلادی در برابر تیم ملی فوتبال مکزیک برگزار شده‌است.
تیم ملی کلمبیا تاکنون در شش جام جهانی فوتبال ۱۹۶۲، ۱۹۹۰، ۱۹۹۴، ۱۹۹۸، ۲۰۱۴ و ۲۰۱۸ حضور داشته‌است و حداکثر تا مرحله یک‌چهارم نهایی صعود کرده‌است.
کلمبیا در سال ۱۹۹۶ به رده چهارم رده‌بندی فیفا رسیده که بهترین رکورد و نتیجه تیم ملی آن از ابتدا تاکنون بوده‌است.

## آمار

### جام جهانی
| سال          | مرحله                    | رتبه | بازی | برد | تساوی | باخت | گل زده | گل خورده |
| ------------ | ------------------------ | ---- | ---- | --- | ----- | ---- | ------ | -------- |
| ۱۹۳۰ تا ۱۹۳۴ | عضو فیفا نبوده‌است        | –    | –    | –   | –     | –    | –      |          |
| ۱۹۳۸         | انصراف                   | –    | –    | –   | –     | –    | –      |          |
| ۱۹۵۰         | شرکت نکرده‌است            | –    | –    | –   | –     | –    | –      |          |
| ۱۹۵۴         | حضور توسط فیفا ممنوع شده | –    | –    | –   | –     | –    | –      |          |
| ۱۹۵۸         | عدم انتخاب               | –    | –    | –   | –     | –    | –      |          |
| ۱۹۶۲         | مرحله گروهی              | ۱۴   | ۳    | ۰   | ۱     | ۲    | ۵      | ۱۱       |
| ۱۹۶۶ تا ۱۹۸۶ | عدم انتخاب               | –    | –    | –   | –     | –    | –      |          |
| ۱۹۹۰         | یک شانزدهم نهایی         | ۱۴   | ۴    | ۱   | ۱     | ۲    | ۴      | ۴        |
| ۱۹۹۴         | مرحله گروهی              | ۱۹   | ۳    | ۱   | ۰     | ۲    | ۴      | ۵        |
| ۱۹۹۸         | مرحله گروهی              | ۲۱   | ۳    | ۱   | ۰     | ۲    | ۱      | ۳        |
| ۲۰۰۲ تا ۲۰۱۰ | عدم انتخاب               | –    | –    | –   | –     | –    | –      |          |
| ۲۰۱۴         | یک چهارم                 | ۵    | ۵    | ۴   | ۰     | ۱    | ۱۲     | ۴        |
| ۲۰۱۸         | یک‌هشتم                   | ۹    | ۴    | ۲   | ۰     | ۲    | ۶      | ۴        |
| مجموع        | ۶/۲۳                     |      | ۲۲   | ۹   | ۳     | ۱۰   | ۳۲     | ۳۰       |

### کوپا آمریکا
| ۱۹۱۶ | شرکت نکرده‌است  | ۱۹۳۹ | شرکت نکرده‌است | ۱۹۶۷ | شرکت نکرده‌است  |
| ۱۹۱۷ | شرکت نکرده‌است  | ۱۹۴۱ | شرکت نکرده‌است | ۱۹۷۵ | مقام دوم       |
| ۱۹۱۹ | شرکت نکرده‌است  | ۱۹۴۲ | شرکت نکرده‌است | ۱۹۷۹ | مرحله ۱        |
| ۱۹۲۰ | شرکت نکرده‌است  | ۱۹۴۵ | مقام پنجم     | ۱۹۸۳ | مرحله ۱        |
| ۱۹۲۱ | شرکت نکرده‌است  | ۱۹۴۶ | انصراف        | ۱۹۸۷ | مقام سوم       |
| ۱۹۲۲ | شرکت نکرده‌است  | ۱۹۴۷ | مقام هشتم     | ۱۹۸۹ | مرحله ۱        |
| ۱۹۲۳ | شرکت نکرده‌است  | ۱۹۴۹ | مقام هشتم     | ۱۹۹۱ | مقام چهارم     |
| ۱۹۲۴ | شرکت نکرده‌است  | ۱۹۵۳ | انصراف        | ۱۹۹۳ | مقام سوم       |
| ۱۹۲۵ | شرکت نکرده‌است  | ۱۹۵۵ | انصراف        | ۱۹۹۵ | مقام سوم       |
| ۱۹۲۶ | شرکت نکرده‌است  | ۱۹۵۶ | انصراف        | ۱۹۹۷ | یک چهارم نهایی |
| ۱۹۲۷ | شرکت نکرده‌است  | ۱۹۵۷ | مقام پنجم     | ۱۹۹۹ | یک چهارم نهایی |
| ۱۹۲۹ | شرکت نکرده‌است  | ۱۹۵۹ | انصراف        | ۲۰۰۱ | قهرمان         |
| ۱۹۳۵ | شرکت نکرده‌است  | ۱۹۵۹ | انصراف        | ۲۰۰۴ | مقام چهارم     |
| ۱۹۳۷ | شرکت نکرده‌است  | ۱۹۶۳ | مقام هفتم     | ۲۰۰۷ | مرحله ۱        |
| ۲۰۱۱ | یک چهارم نهایی |      |               |      |                |